# Un de la montagne
Pour plus de détails, voir Fiche technique et Distribution.
Un de la montagne (autres titres : Au mépris de la mort ou Sa majesté blanche) est un film suisse réalisé par Serge de Poligny et sorti en 1934.

## Fiche technique
- Titre français : Un de la montagne
- Titre alternatif : Au mépris de la mort
- Titre suisse : Sa majesté blanche
- Titre italien : Uno della montagna
- Réalisation : Serge de Poligny
- Assistant réalisateur : René Le Hénaff
- Scénario : Anton Kutter et André Legrand
- Dialogues : André Legrand
- Photographie : Paul Portier, Otto Martini et Franz Koch
- Montage : Ella Ensink
- Musique : Jacques Belasco, Peter Kreuder
- Décors : Max Seefelder
- Producteur : Seyta Kern
- Société de production :  Genossenschaft Filmdienst (GEFI), Bavaria Film Gmbh
- Société de distribution : Société des Films Osso (France), Pathé Consortium Cinéma (France)
- Lieu de tournage : Suisse et Allemagne
- Durée : 90 minutes
- Date de sortie : 
  - 3 décembre 1934[1]
  - 28 juin 1935 ( France)

## Distribution
- Gustav Diessl : Jacques Burgard
- Léon Belières : Malten
- Simone Bourday : Monique Ander
- Jean Toulout : le pasteur
- Beni Führer : Guy Ander
- Stefan Bloetzer : Stephan Malten
- Lucien Dayle
- Jacques de Féraudy : le juge fédéral
- Maximilienne : Madame Malten
- Paul Clerget : le président
- Marcel Vibert : l'avocat